# Jacek Kaspszyk
Jacek Kaspszyk (* 10. August 1952 in Biała Podlaska, Polen) ist ein polnischer Dirigent. Von 2013 bis 2019 war er Musikdirektor und künstlerischer Leiter der Warschauer Philharmoniker.

## Laufbahn
Jacek Kaspszyk studierte Dirigieren, Musiktheorie und Komposition bei Stanisław Wisłocki an der Höheren Staatlichen Musikschule und schloss sein Studium 1975 ab. 1976 wurde er für zwei Saisons zum ersten Gastdirigenten der Deutschen Oper am Rhein in Düsseldorf ernannt. Im darauffolgenden Jahr gewann er den 3. Preis beim renommierten Internationalen Dirigentenwettbewerb der Herbert-von-Karajan-Stiftung in Berlin. 1978 wurde er zum Chefdirigenten des Nationalen Symphonieorchesters des Polnischen Rundfunks (Narodowa Orkiestra Symfoniczna Polskiego Radia, NOSPR) berufen und zwei Jahre später zu dessen Musikdirektor.
1992 wurde Jacek Kaspszyk erster Gastdirigent der English Sinfonia. 1998 wurde er zum künstlerischen Leiter der polnischen Nationaloper im Teatr Wielki und zwei Jahre später zu deren Geschäftsführer ernannt.
Von 2006 bis 2013 war er künstlerischer Leiter der Breslauer Witold-Lutosławski-Philharmonie, zudem wurde er 2009 erneut zum Musikdirektor des NOSPR berufen, das er bis 2012 leitete. Am 1. September 2013 wurde Jacek Kaspszyk Musikdirektor und künstlerischer Leiter der Warschauer Philharmoniker – des nationalen Orchesters von Polen – und amtierte dort bis 2019.
Ab Januar 2015 war er auch Musikdirektor und Chefdirigent des Beethoven Academy Orchestra in Krakau.

## Konzerte und Dirigate
Kaspszyk debütierte 1975 an der Opera Narodowa (Nationaloper) im Teatr Wielki in Warschau mit einer Premiere von Mozarts Don Giovanni. 1978 feierte er sein Debüt mit den Berliner Philharmonikern und dem New York Philharmonic Orchestra.
1982 zog er nach London, wo er sein Debüt an der Royal Festival Hall mit dem London Philharmonic Orchestra gab. Er dirigierte in der Folge das Royal Philharmonic Orchestra, das Hallé-Orchester in Manchester, das Wren Orchestra des Capital Radio (als Chefdirigent), das Royal Scottish National Orchestra, die BBC Scottish Symphony Orchestra und das BBC National Orchestra of Wales mit seinem Debüt bei den BBC Henry Wood Promenade Concerts (BBC Proms) im Jahr 1984. Seitdem hat er viele internationale Orchester wie das Symphonieorchester des Bayerischen Rundfunks, das Rundfunk-Sinfonieorchester Berlin, das Philharmonische Orchester der Scala in Mailand, das National Symphony Orchestra in Dublin, das Orchestre National de France, die Wiener Symphoniker, das Oslo Philharmonic Orchestra, das Stockholmer Kungliga Filharmoniska Orkestern, das Rotterdams Philharmonisch Orkest, das Royal Liverpool Philharmonic Orchestra und die Prager Philharmoniker dirigiert und tourte mit dem Chamber Orchestra of Europe durch Australien. Zwischen 1991 und 1995 war er Chefdirigent und Musikberater des Noord Nederlands Orkest. Während dieser Zeit hat er auch in den USA (Cincinnati Symphony Orchestra, San Diego Symphony), in Kanada (Calgary Philharmonic Orchestra, Winnipeg Symphony Orchestra), Japan (Yomiuri-Nippon-Sinfonieorchester, Tokyo Philharmonic Orchestra), in Hongkong (Hong Kong Philharmonic Orchestra) und Neuseeland (New Zealand Symphony Orchestra) dirigiert.
1993 gewann seine Interpretation von Mahlers 8. Sinfonie („Sinfonie der Tausend“), gespielt mit dem Symphonischen Orchester Athen und dem London Symphony Chorus, große Beachtung.
Das Bolschoi-Theater in Moskau (2001), das Sadler’s Wells Theatre in London (2004), das Hong Kong Arts Festival (2005) und das Festival Castell de Peralada in Spanien (2006) waren weitere Stationen. Die erfolgreichen Tourneen in Japan (2001, 2003, 2005) führten die britische Monatszeitschrift Opera Now 2004 zu der Aussage, das Teatr Wielki, die polnische Nationaloper, habe die Lücke zwischen Berlin und Moskau auf der Europakarte geschlossen. Kaspszyk gastierte wiederholt beim China Philharmonic Orchestra in Peking sowie beim Shanghai und beim Guangzhou Symphony Orchestra. Er erscheint regelmäßig bei den großen Sommerfestivals wie La Roque-d’Anthéron, Chopin and his Europe, dem Kissinger Sommer und dem Lugano Festival (von dem im Rahmen des Progetto Martha Argerich EMI, heute Warner Classics, jedes Jahr eine CD veröffentlicht) und hat 2016 das Prager Rundfunk-Sinfonieorchester auf dem Prager Frühlingsfestival dirigiert.
2013 eröffnete er sein Amt als neuer Musik- und künstlerischer Leiter der Nationaloper mit der Warschauer Philharmonie und Werken Chopins beim Abschlusskonzert des Europa-Festivals, worauf am 22. September ein historisches Konzert beim Warschauer Herbst mit dem Pianisten Krystian Zimerman folgte (Lutosławskis Klavierkonzert und Sinfonie Nr. 3). Jacek Kaspszyk führte auch die ersten drei Konzerte in der Geschichte der Philharmonie durch, die über das Internet übertragen wurden.
2015 dirigierte Kaspszyk die Warschauer Philharmonie mit Chopins 1. und 2. Klavierkonzert beim 17. Internationalen Chopin-Wettbewerb.
2016 führten ihn Tourneen mit der Warschauer Philharmonie nach Deutschland und Großbritannien sowie China, Taiwan und Japan. Er dirigierte ferner das Orquesta Sinfónica de Tenerife und das Aalborg Sinfonieorchester. Im April 2016 kehrte er zum Royal Liverpool Philharmonic Orchestra zurück und dirigierte ein Programm von Szymanowski und Schönbergs Arrangement von Brahms’ Streichquartett op. 25. Er wurde eingeladen, im Oktober 2017 nach Liverpool zurückzukehren. Im Oktober/November 2016 ging er mit der Warschauer Philharmonie und dem Preisträger des 17. Internationalen Chopin-Wettbewerbs 2015, Seong-Jin Cho, auf eine 14-tägige Tour in die USA mit Konzerten u. a. in der New Yorker Alice Tully Hall (Lincoln Center) und der Louise M. Davies Symphony Hall in San Francisco.  Es folgen Gastdirigate mit dem Lahti Symphony Orchestra sowie sein Debüt mit dem Symphony Orchestra of India. Im April 2017 wird er nach China zurückkehren, um das China Philharmonic Orchestra sowie das Shanghai und das Guangzhou Symphony Orchestra zu dirigieren, u. a. mit Werken von Karol Szymanowski und Witold Lutosławski.

## Opern
Die Opernkarriere von Kaspszyk umfasst unter anderem die Deutsche Oper am Rhein in Düsseldorf und die Opéra-Comique in Paris (mit Mozarts Zauberflöte), die Opéra de Lyon (mit Brittens Sommernachtstraum und Weills Sieben Todsünden), die Opéra de Bordeaux (mit Tschaikowskis Eugen Onegin), die Stockholmer Oper und die English National Opera (mit Rossinis Barbier von Sevilla), die Opera North Leeds (mit Wagners Fliegendem Holländer), die Scottish Opera (mit Johann Strauss’ Fledermaus), die Detroit Opera und das Opernhaus Zürich (mit Moniuszkos Gespensterschloss), das Teatro Colón in Buenos Aires (mit Pendereckis Ubu Rex) und das Teatro de la Maestranza in Sevilla. Er dirigierte zudem Turandot und Tosca am Puccini-Festival in Torre del Lago (heute: Viareggio).
Zwischen 2006 und 2008 arbeitete er regelmäßig mit dem Litauischen Nationaltheater für Oper und Ballett in Vilnius, deren Produktionen von Richard Strauss’ Salome und Richard Wagners Die Walküre er auch auf Festivals in Ljubljana und Ravenna (2007) und bei einem Gastspiel bei der Israeli Opera in Tel Aviv-Jaffa (2008) dirigierte. In der Saison 2016/2017 hat er Szymanowskis König Roger am Staatstheater Nürnberg in einer gefeierten Neuproduktion geleitet.

## Diskographie
Jacek Kaspszyks umfangreiche Diskografie umfasst seine preisgekrönte Aufnahme von Rossinis Il signor Bruschino mit der polnischen Kammeroper, die mit dem Edison-Preis ausgezeichnete Aufnahme des Concerto Lugubre von Tadeusz Baird und mehrere hochgelobte CDs für Collins Classics mit allen vier Londoner Orchestern: Mussorgskys Bilder einer Ausstellung, Mahlers 1. Sinfonie, Richard Strauss’ Also sprach Zarathustra, Rachmaninows 2. Sinfonie, Ouvertüren zu Verdis Opern (Philharmonia Orchestra), Johann Strauss’ Kompositionen und Schuberts Sinfonien (London Philharmonic Orchestra) sowie das Prelude for Orchestra von Giacomo Puccini (Royal Philharmonic Orchestra), wobei der Gramophone-Kritiker die Einspielung mit Werken von Johann Strauss mit dem London Philharmonic Orchestra mit Carlos Kleibers Aussage verglich: „Man kann kein höheres Lob als das bekommen.“ Für seine Aufnahme von Lutosławskis Sinfonien Nr. 2 und Nr. 4 mit der Breslauer Witold-Lutosławski-Philharmonie erhielt er den Fryderyk-Preis der polnischen Musikindustrie, während seine Aufnahme mit der polnischen Nationaloper von Moniuszkos Das Gespensterschloss (Straszny Dwór) für EMI eine Platin-CD erhielt und diejenige von Szymanowskis König Roger für CD Accord 2006 vom BBC Music Magazine als Aufnahme des Jahres nominiert und von Gramophone in den höchsten Tönen gelobt wurde.

## Auszeichnungen
Im Jahr 2011 erhielt er die Elgar-Society-Medaille für seine Interpretationen von Edward Elgars Musik und schloss sich damit an herausragende Kollegen wie Vladimir Ashkenazy, Andrew Litton und Leonard Slatkin an.
Am 21. April 2015 erhielt er im Rahmen einer Gala in der Nationaloper zum 90. Jahrestag des polnischen Radios den Diamantenen Taktstock. In der Begründung hieß es, „als Hommage für die Leistungen als Dirigent und als Dank für die Umsetzung einer beeindruckenden Zahl von Studioaufnahmen und Konzerten im öffentlich-rechtlichen Radio“.

## Privates
Jacek Kaspszyk ist mit der polnischen Schauspielerin Christine Paul-Podlasky verheiratet.